# Lutjanus sapphirolineatus
Lutjanus sapphirolineatus - conhecido por arabian blue-striped snapper em Língua inglesa -   é uma espécie de peixe nativa do Mar Vermelho e Golfo de Áden.. 